# Nati nel 2003/Maggio
| Questa pagina contiene informazioni ricavate automaticamente dalle voci biografiche con l'ausilio del template Bio e di un bot. L'aggiornamento è periodico e automatico e ricostruisce completamente la pagina. Se manca una persona in questa lista, sei pregato di non aggiungerla, ma accertati piuttosto che la sua voce biografica contenga il template Bio e che i dati anagrafici siano correttamente compilati. Se il template Bio manca, inseriscilo tu stesso o, in alternativa, metti l'avviso {{tmp\|Bio}} che ne segnala la mancanza. Se i dati riportati sono sbagliati, correggi direttamente la voce biografica; le modifiche saranno visibili in questa lista entro pochi giorni. Per chiarimenti vedi il progetto biografie. La lista contiene solo le 186 persone che sono citate nell'enciclopedia e per le quali è stato implementato correttamente il template Bio. Pagina aggiornata al 18 ago 2025. |

- 1º maggio - Henry Addo, calciatore ghanese
- 1º maggio - Maksim Bartolj, saltatore con gli sci sloveno
- 1º maggio - Natalia Rose Caloiero, nuotatrice artistica australiana
- 1º maggio - Lizzy Greene, attrice statunitense
- 1º maggio - Cade Owens, attore statunitense
- 1º maggio - Kiril Popov, calciatore ucraino
- 2 maggio - Trey Alexander, cestista statunitense
- 2 maggio - Flurina Neva Bätschi, snowboarder svizzera
- 2 maggio - Ghaith Ouahabi, calciatore tunisino
- 3 maggio - Santiago González, calciatore argentino
- 3 maggio - Lenz Hächler, sciatore alpino svizzero
- 3 maggio - Elsa Jacquemot, tennista francese
- 3 maggio - Yemi Mary John, velocista britannica
- 3 maggio - Tamimou Ouorou, calciatore beninese
- 3 maggio - Dasha Romanov, sciatrice alpina statunitense
- 3 maggio - Marcos Leonardo, calciatore brasiliano
- 3 maggio - Florian Wirtz, calciatore tedesco
- 4 maggio - Jesper Ceesay, calciatore svedese
- 4 maggio - Tom Louchet, calciatore francese
- 4 maggio - Arón Sánchez, calciatore peruviano
- 4 maggio - Saga Vanninen, multiplista finlandese
- 4 maggio - Daouda Weidmann, calciatore francese
- 5 maggio - Kluiverth Aguilar, calciatore peruviano
- 5 maggio - Carlos Alcaraz, tennista spagnolo
- 5 maggio - Jaroslav Gladyšev, calciatore russo
- 5 maggio - Yūma Kagiyama, pattinatore artistico su ghiaccio giapponese
- 5 maggio - Danny Leyva, calciatore statunitense
- 5 maggio - Alan Sosa, calciatore argentino
- 5 maggio - Ryuto Uehara, mezzofondista giapponese
- 5 maggio - Casper Widell, calciatore svedese
- 6 maggio - Katja Eckl, pallavolista italiana
- 6 maggio - Alex Fudge, cestista statunitense
- 6 maggio - Renzo Malanca, calciatore argentino
- 6 maggio - Nikol Nahshonov, nuotatrice artistica israeliana
- 6 maggio - Ravil Tagir, calciatore turco
- 7 maggio - Domingos Andrade, calciatore angolano
- 7 maggio - Tanguy Zoukrou, calciatore francese
- 7 maggio - Yanis Lhéry, calciatore francese
- 7 maggio - Daniel Luna, calciatore colombiano
- 7 maggio - Gabriel Norambuena, calciatore cileno
- 7 maggio - Kevin Paredes, calciatore statunitense
- 7 maggio - Danil Sadreev, saltatore con gli sci russo
- 7 maggio - Carlos Tatay, pilota motociclistico spagnolo
- 7 maggio - Vladislav Šitov, calciatore russo
- 8 maggio - Lucas Belezi, calciatore brasiliano
- 8 maggio - Logan Edra, danzatrice statunitense
- 8 maggio - Dylan Fairchild, giocatore di football americano statunitense
- 8 maggio - Hassan del Marocco, principe marocchino
- 9 maggio - Hussein Carneil, calciatore afghano
- 9 maggio - Zinho, calciatore brasiliano
- 9 maggio - Nemanja Krsmanović, calciatore serbo
- 9 maggio - Lorenzo Lucchesi, calciatore italiano
- 9 maggio - Hugo Picard, calciatore francese
- 9 maggio - Ajda Pižorn, ex sciatrice alpina slovena
- 9 maggio - Nemanja Đeković, calciatore serbo
- 10 maggio - Miguel Allen, cestista spagnolo
- 10 maggio - Julián Contrera, calciatore argentino
- 10 maggio - Kobe Franklin, calciatore canadese
- 10 maggio - Oliver Jürgens, calciatore estone
- 10 maggio - Georgi Tatarov, pallavolista bulgaro
- 10 maggio - JT Tuimoloau, giocatore di football americano statunitense
- 11 maggio - Kendall Brown, cestista statunitense
- 11 maggio - Fermín López, calciatore spagnolo
- 11 maggio - Junior Mwanga, calciatore francese
- 11 maggio - Nectarios Triantis, calciatore australiano
- 12 maggio - Issam Alnajjar, cantante giordano
- 12 maggio - Malaki Branham, cestista statunitense
- 12 maggio - Lenar Fattachov, calciatore russo
- 12 maggio - Ross McCausland, calciatore nordirlandese
- 12 maggio - Luca Sito, velocista italiano
- 13 maggio - Jaxson Dart, giocatore di football americano statunitense
- 13 maggio - Javi Guerra, calciatore spagnolo
- 13 maggio - Isaya Klein Ikkink, velocista olandese
- 13 maggio - Chrystyna Pohranyčna, ginnasta ucraina
- 13 maggio - Seong Seung-min, pentatleta sudcoreana
- 13 maggio - Jabari Smith, cestista statunitense
- 13 maggio - Oscar Ureña, calciatore dominicano
- 13 maggio - Lara van Niekerk, nuotatrice sudafricana
- 14 maggio - Mohamed Dhaoui, calciatore tunisino
- 14 maggio - Joaquín Gho, calciatore argentino
- 14 maggio - Alan Minda, calciatore ecuadoriano
- 14 maggio - Sofija Nadyršina, snowboarder russa
- 14 maggio - Shiloh 't Zand, calciatore olandese
- 15 maggio - Leo Borg, tennista svedese
- 15 maggio - Đorđije Jovanović, cestista montenegrino
- 15 maggio - Ayi Silva Kangani, calciatore israeliano
- 15 maggio - Lewis Neilson, calciatore scozzese
- 15 maggio - Luca Netz, calciatore tedesco
- 15 maggio - Nicolas Šikula, calciatore slovacco
- 16 maggio - Matija Belić, cestista serbo
- 16 maggio - Loïs Boisson, tennista francese
- 16 maggio - Sadik Fofana, calciatore togolese
- 16 maggio - Victor Lindgren, tiratore a segno svedese
- 16 maggio - Otto Rosengren, calciatore svedese
- 17 maggio - Keon Coleman, giocatore di football americano statunitense
- 17 maggio - Andy Diouf, calciatore francese
- 17 maggio - Isaac Tshibangu, calciatore congolese (Repubblica Democratica del Congo)
- 18 maggio - Francesco Bardelli, canottiere italiano
- 18 maggio - Tomás Leonel González, calciatore argentino
- 18 maggio - Albian Hajdari, calciatore svizzero
- 18 maggio - Travis Hunter, giocatore di football americano statunitense
- 18 maggio - Karel Spáčil, calciatore ceco
- 18 maggio - Kailey Willis, calciatrice maltese
- 19 maggio - Santi Borikó, calciatore equatoguineano
- 19 maggio - Malo Gusto, calciatore francese
- 19 maggio - Lance Henderson de La Fuente, scacchista spagnolo
- 19 maggio - Gino Infantino, calciatore argentino
- 19 maggio - Emil Nyberg, sciatore alpino svedese
- 19 maggio - Israel Salazar, calciatore spagnolo
- 19 maggio - Stiven Shpendi, calciatore albanese
- 19 maggio - JoJo Siwa, cantante statunitense
- 19 maggio - Christantus Uche, calciatore nigeriano
- 19 maggio - Matteo Vannucci, pilota motociclistico italiano
- 20 maggio - Valentina Bartolucci, pallavolista italiana
- 20 maggio - Jeon Min-seo, attrice sudcoreana
- 20 maggio - Samir Lagsir, calciatore olandese
- 20 maggio - Ander Mintegui, sciatore alpino spagnolo
- 20 maggio - Michel, calciatore brasiliano
- 20 maggio - Jeremy Sochan, cestista polacco
- 20 maggio - Veronica Toniolo, judoka italiana
- 21 maggio - Bruno Cabrera, calciatore argentino
- 21 maggio - Ousmane Dieng, cestista francese
- 21 maggio - Raphaël Eyongo, calciatore olandese
- 21 maggio - Agustín Hausch, calciatore argentino
- 21 maggio - Hwang Sun-woo, nuotatore sudcoreano
- 21 maggio - Aigerim Kurmangaliyeva, nuotatrice artistica kazaka
- 21 maggio - João Neto, calciatore brasiliano
- 21 maggio - Brayann Pereira, calciatore francese
- 21 maggio - Pia Maria, cantante austriaca
- 22 maggio - Davide Casarin, cestista italiano
- 22 maggio - Adem Garreb, calciatore tunisino
- 22 maggio - Oleksandr Jacyk, calciatore ucraino
- 22 maggio - Samuel Kopásek, calciatore slovacco
- 22 maggio - Kevin Mantilla, calciatore colombiano
- 22 maggio - Christine Mboma, velocista, mezzofondista e lunghista namibiana
- 22 maggio - Roy Revivo, calciatore israeliano
- 22 maggio - Maizon Rodríguez, calciatore uruguaiano
- 22 maggio - Karim Sow, calciatore svizzero
- 22 maggio - Ibrahim Sulemana, calciatore ghanese
- 23 maggio - Santiago Cappi, calciatore uruguaiano
- 23 maggio - Gustas Jarusevičius, calciatore lituano
- 23 maggio - Oleksandr Kobzystyj, cestista ucraino
- 23 maggio - Lee Young-jun, calciatore sudcoreano
- 23 maggio - Hugo Mienandi, cestista francese
- 23 maggio - Anna Sandberg, calciatrice svedese
- 23 maggio - Matteo Staforini, pallavolista italiano
- 23 maggio - Leonardo Zabala, calciatore boliviano
- 24 maggio - Mateo Ponte, calciatore uruguaiano
- 25 maggio - Oleksandra Chomenec', lottatrice ucraina
- 25 maggio - Unai Gómez, calciatore spagnolo
- 25 maggio - Oleh Očeret'ko, calciatore ucraino
- 25 maggio - Britt Richardson, sciatrice alpina canadese
- 26 maggio - Dominick Barlow, cestista statunitense
- 26 maggio - Trym Brennsæter, ciclista su strada norvegese
- 26 maggio - Emiliano Melo, calciatore uruguaiano
- 26 maggio - Matías Mir, calciatore uruguaiano
- 26 maggio - Caitlin Nash, slittinista canadese
- 26 maggio - Andrej Stojčevski, calciatore macedone
- 26 maggio - Arsen Zacharjan, calciatore russo
- 27 maggio - Xavier Artigas, pilota motociclistico spagnolo
- 27 maggio - Caden Clark, calciatore statunitense
- 27 maggio - Franco Colapinto, pilota automobilistico argentino
- 27 maggio - Paolo Guajardo, calciatore cileno
- 27 maggio - Alexandrina Mihai, marciatrice italiana
- 27 maggio - Camilo Sánchez, calciatore uruguaiano
- 27 maggio - Jonathan Vervenne, ciclista su strada belga
- 27 maggio - Nelly Rodrigues, calciatrice portoghese
- 28 maggio - Cui Yongxi, cestista cinese
- 28 maggio - Andrej Langovič, calciatore russo
- 28 maggio - Liutauras Lelevičius, cestista lituano
- 28 maggio - Valdemar Lund, calciatore danese
- 28 maggio - Stije Resink, calciatore olandese
- 28 maggio - Pablo Tamba, cestista spagnolo
- 29 maggio - Quentin Rakotomalala, nuotatore artistico francese
- 29 maggio - Artem Smoljakov, calciatore ucraino
- 29 maggio - Samuel Velásquez, calciatore colombiano
- 30 maggio - Lautaro Carrera, calciatore argentino
- 30 maggio - Giulia Giacobbo, calciatrice italiana
- 30 maggio - Shaedon Sharpe, cestista canadese
- 31 maggio - Márk Csinger, calciatore ungherese
- 31 maggio - Jaroslav Kysil', calciatore ucraino
- 31 maggio - Lei Peifan, giocatore di snooker cinese
- 31 maggio - Madis Mihkels, ciclista su strada e ciclocrossista estone
- 31 maggio - Amelie Morgan, ginnasta britannica
- 31 maggio - Jakob Söderqvist, ciclista su strada e mountain biker svedese
- 31 maggio - Benjamin Šeško, calciatore sloveno